# 尼蘭 (加利福尼亞州)
尼蘭（英語：Kneeland）是位於美國加利福尼亞州洪堡縣的一個非建制地區。該地的面積和人口皆未知。

## 地理
尼蘭的座標為40°45′40″N 123°59′41″W / 40.76111°N 123.99472°W，而該地的平均海拔高度為649米（即2129英尺）。